# Walter Trout
Walter Trout (6 de marzo de 1951, Ocean City (Nueva Jersey) es un cantante, guitarrista y compositor de música blues norteamericano.

## Biografía
La carrera de Walter Trout comienza finales de los 60 en la costa de Jersey. A principios de los 70 se traslada a Los Ángeles donde actúa como músico de sesión para acompañar a músicos como Percy Mayfield y Deacon Jones. Formó parte de las bandas que acompañaron a John Lee Hooker y Joe Tex. En 1981 entra a formar parte de la veterana banda de blues Canned Heat, donde permanece hasta 1985, año en que es invitado a incorporarse a John Mayall & the Bluesbreakers.
En 1990 Thomas Helweg, un promotor de conciertos danés, le propuso formar su propia banda para organizar una gira por Europa. De esta manera nació la Walter Trout Band (posteriormente Walter Trout and the Radicals) que cosechó un enorme éxito en el Viejo Continente, especialmente en Escandinavia. En el Reino Unido fue presentado en la turística ciudad de Blackpool. Ese mismo año hizo su debut discográfico publicando su primer álbum; "Life in the Jungle".
En 1996, se fundó el International Fan Club oficial de Walter Trout, previamente ya se habían fundado los clubes de fanes de Países Bajos y Bélgica, con presencia en catorce países de Europa, América, Asia y Oceanía. En 2006, para conmemorar el décimo aniversario de su fundación, el International Fan Club editó para los socios un exclusivo CD grabado en Las Vegas (Nevada), última actuación del bajista de la banda Jimmy Trapp, que falleció en 2005.
En 2002 participó en el álbum homenaje a Bo Diddley, Hey Bo Diddley - A Tribute!, interpretando el tema "Road Runner".
En 2013, su álbum, Luther's Blues, fue nominado a los premios Blues Music Awards en la categoría de "Álbum Blues Rock del Año".
En marzo de 2014, Walter Trout hizo público que padecía Hepatitis C y que su vida dependía de un trasplante de hígado. Ayudado por las donaciones económicas de sus seguidores, la operación pudo llevarse a cabo y en 2015, ya recuperado, publicó el álbum Battle Scars, escrito durante su convalecencia.

## Discografía
Walter Trout Band
- 1990  Life in the Jungle
- 1990  Prisoner of a Dream
- 1992  Transition
- 1992  No More Fish Jokes (Álbum en directo)
- 1994  Tellin' Stories
- 1995  Breaking The Rules
- 1996  Jimi Hendrix Music Festival (Janblues)
- 1997  Positively Beale St.

Walter Trout and the Free Radicals 
- 1998  Walter Trout
- 1999  Livin' Every Day
- 2000  Face The Music (Live on Tour)
- 2000  Live Trout

Walter Trout and the Radicals 
- 2001  Go The Distance
- 2003  Relentless
- 2005  Deep Trout: The Early Years of Walter Trout
- 2006  Full Circle
- 2007  Hardcore

Walter Trout
- 2008  The Outsider
- 2009  Unspoiled By Progress: 20 Years of Hardcore Blues
- 2010  Common Ground
- 2012  Blues For The Modern Daze
- 2013  Luther's Blues
- 2014  The Blues Came Callin
- 2015  Battle Scars
- 2015 In Session
- 2016 ALIVE in Amsterdam
- 2017 We're All In This Together
- 2019 Survivor Blues[7]
- 2020 Ordinary Madness
- 2022 Ride
- 2024 Broken